# Marc Laviolette (homme politique)
Pour les articles homonymes, voir Marc Laviolette.
Marc Laviolette (né vers 1951, à Ottawa, en Ontario) était maire d'Ottawa pour la plus grande partie de 1991. Il a été déclaré maire le 18 février 1991 lorsque le maire de l'époque, Jim Durrell, a démissionné afin de devenir président des Sénateurs d'Ottawa. M. Laviolette était conseiller municipal du district de By/Rideau depuis 1980.
Il a cherché à obtenir un deuxième mandat mais a été battu par Jacquelin Holzman aux élections générales de 1991. Il a ensuite travaillé à l'École secondaire publique De La Salle de la Basse-Ville en tant que conseiller en éducation. Il a également été enseignant à l'école De La Salle au début de sa carrière.